# Kursi (Izrael)
Kursi (hebr. כורסי) – park narodowy obejmujący park archeologiczny ruin klasztoru chrześcijańskiego z okresu bizantyjskiego, położony nad Jeziorem Tyberiadzkim u podnóża Wzgórz Golan na północy Izraela.

## Położenie
Park archeologiczny znajduje się na wysokości 200 metrów p.p.m. na wschodnim wybrzeżu Jeziora Tyberiadzkiego, w depresji Doliny Jordanu na północy Izraela. Leży on w odległości około 4 km na północ od kibucu En Gew, w miejscu gdzie wadi Samach schodzi ze Wzgórz Golan do jeziora. Okoliczne zbocza stromo wznoszą się w kierunku wschodnim.

## Historia
Miejsce Kursi jest czterokrotnie wymieniane w Talmudzie, za każdym razem jako opis miejsca bałwochwalstwa. Tradycja chrześcijańska widzi Kursi jako miejsce w którym Jezus Chrystus uczynił „cud ze świniami”. W połowie V wieku wybudowano tutaj klasztor chrześcijański, który obejmował cały kompleks budynków kościelnych, warsztat tkacki, łaźnię i inne przyległe pomieszczenia. Kościół klasztorny został wybudowany w VI wieku w formie bazyliki. Na wzgórzu niedaleko klasztoru znajduje się jaskinia z niewielką kaplicą. Tradycja mówi, że to właśnie tutaj Jezus dokonał swój cud. W 614 roku podczas najazdu Persów uszkodzone zostały liczne budynki klasztorne, a liczba jego mieszkańców zmalała. Jakiś czas później odnowiono bazylikę, ale w VIII wieku całkowicie spłonęła w pożarze. Arabowie, którzy zamieszkali na tym obszarze w IX wieku, zmienili przeznaczenie budynków, niszcząc sakralne pozostałości klasztoru.
Podczas budowy drogi w 1970 roku, robotnicy budowlani przypadkowo odkryli pozostałości ruin klasztoru. W latach 1970–1974 prace archeologiczne prowadzili Dana Urman i Vasileios Tzfiris. Odkryto duży kompleks klasztorny o wymiarach 145 metrów długości i 123 metry szerokości. Jest to największy zachowany klasztor w Izraelu. W celu ochrony ruin, w 1980 roku utworzono Park Narodowy Kursi. We wrześniu 1982 roku park archeologiczny udostępniono zwiedzającym.

## Park narodowy
Park narodowy obejmuje obszar parku archeologicznego dawnego klasztoru. Jest on otoczony kamiennym murem o kształcie prostokąta o wymiarach 145 na 123 metry. Wejście znajdowało się od strony jeziora Tyberiadzkiego i było strzeżone przez wieżyczki. Wewnątrz kompleksu klasztornego znajdują się pozostałości bazyliki o wymiarach 45 na 25 metrów. Zachowały się jej wewnętrzne bogato zdobione mozaiki podłogowe. Odnalezione chrześcijańskie artefakty znajdują się w Muzeum Archeologiczne Golanu w Kacrin.

### Turystyka
Czas zwiedzania parku wynosi około 1 godziny. Jest tutaj sklep z pamiątkami oraz bar. Większość terenu parku jest dostępna dla osób niepełnosprawnych.